# عثمان والا
عثمان والا (به انگلیسی: Usman Wala) یک منطقهٔ مسکونی در پاکستان است که در قصور، پاکستان واقع شده‌است. عثمان والا ۱۹۷ متر بالاتر از سطح دریا واقع شده‌است.